# ラグビーワールドカップ2023のスコッド
ラグビーワールドカップ2023(2023 Rugby World Cup)は、2023年9月8日から10月28日までフランスで開催された。20チームが出場し、2019年大会より2人多い33人で構成され、大会開始直前の夏にスコッドが発表された。
年齢とキャップ数は、大会初日である2023年9月8日時点である。

## 概略
| チーム           | ヘッドコーチ               | 主将                                        |
| ---------------- | -------------------------- | ------------------------------------------- |
| アルゼンチン     | マイケル・チェイカ         | フリアン・モントージャ                      |
| オーストラリア   | エディー・ジョーンズ       | テイト・マクダーモット / ウィル・スケルトン |
| チリ             | パブロ・レモイネ           | マルティン・シグレン                        |
| イングランド     | スティーブ・ボーズウィック | オーウェン・ファレル                        |
| フィジー         | サイモン・ライワルイ       | ワイセア・ナヤザレヴ                        |
| フランス         | ファビアン・ガルティエ     | アントワーヌ・デュポン                      |
| ジョージア       | レヴァン・マイサシヴィリ   | メラブ・シャリカゼ                          |
| アイルランド     | アンディ・ファレル         | ジョナサン・セクストン                      |
| イタリア         | キーラン・クロウリー       | ミケーレ・ラマロ                            |
| 日本             | ジェイミー・ジョセフ       | 姫野和樹                                    |
| ナミビア         | アリスター・クッツェー     | ヨハン・ディーゼル                          |
| ニュージーランド | イアン・フォスター         | サム・ケイン                                |
| ポルトガル       | パトライス・ラギスクエト   | トマス・アップルトン                        |
| ルーマニア       | オイゲン・アプジョック     | クリスティアニ・クリカ                      |
| サモア           | セイララ・マプスア         | マイケル・アラアラトア / クリス・ブイ       |
| スコットランド   | グレガー・タウンゼンド     | ジェイミー・リッチー                        |
| 南アフリカ共和国 | ジャック・ニーナバー       | シヤ・コリシ                                |
| トンガ           | トウタイ・ケフ             | ソナタネ・タクルア                          |
| ウルグアイ       | エステバン・メネセス       | アンドレス・ビラセカ                        |
| ウェールズ       | ウォーレン・ガットランド   | デヴィ・レイク / ジャック・モーガン         |

## プール A

### ニュージーランド
2023年8月7日発表
ヘッドコーチ:  イアン・フォスター
| 選手                         | ポジション     | 誕生日 (年齢)          | キャップ | フランチャイズ                        |
| ---------------------------- | -------------- | ---------------------- | -------- | ------------------------------------- |
| デイン・コールズ             | フッカー       | 1986年12月10日（36歳） | 87       | ハリケーンズ / ウェリントン           |
| サミソニ・タウケイアホ       | フッカー       | 1997年8月8日（26歳）   | 25       | チーフス / ワイカト                   |
| コーディー・テイラー         | フッカー       | 1991年3月31日（32歳）  | 79       | クルセイダーズ / カンダベリー         |
| イーサン・デグルート         | プロップ       | 1998年7月22日（25歳）  | 17       | ハイランダーズ / サウスランド         |
| ネポ・ラウララ               | プロップ       | 1991年11月6日（31歳）  | 49       | ブルーズ / カウンティー・マヌカウ     |
| ティレル・ロマックス         | プロップ       | 1996年3月16日（27歳）  | 27       | ハリケーンズ / タスマン               |
| フレッチャー・ニューウェル   | プロップ       | 2000年3月1日（23歳）   | 8        | クルセイダーズ / カンダベリー         |
| オファ・トゥウンガファシ     | プロップ       | 1992年4月19日（31歳）  | 53       | ブルーズ / ノースランド               |
| タマティ・ウィリアムズ       | プロップ       | 2000年8月10日（23歳）  | 3        | クルセイダーズ / カンダベリー         |
| スコット・バレット           | ロック         | 1993年11月20日（29歳） | 62       | クルセイダーズ / タラナキ             |
| ブロディ・レタリック         | ロック         | 1991年5月31日（32歳）  | 103      | チーフス / ホークスベイ               |
| トゥポウ・ヴァアイ           | ロック         | 2000年1月27日（23歳）  | 22       | チーフス / タラナキ                   |
| サム・ホワイトロック         | ロック         | 1988年10月12日（34歳） | 146      | クルセイダーズ / カンダベリー         |
| サム・ケイン ()              | バックロー     | 1992年1月13日（31歳）  | 90       | チーフス / ベイ・オブ・プレンティ     |
| シャノン・フリゼル           | バックロー     | 1994年2月11日（29歳）  | 28       | ハイランダーズ / タスマン             |
| ルーク・ジェーコブソン       | バックロー     | 1997年4月20日（26歳）  | 15       | チーフス / ワイカト                   |
| ダルトン・パパリイ           | バックロー     | 1997年10月11日（25歳） | 26       | ブルーズ / カウンティー・マヌカウ     |
| アーディー・サヴェア         | バックロー     | 1993年10月14日（29歳） | 75       | ハリケーンズ / ウェリントン           |
| フィンレー・クリスティ       | スクラムハーフ | 1995年9月19日（27歳）  | 17       | ブルーズ / タスマン                   |
| キャム・ロイガード           | スクラムハーフ | 2000年11月16日（22歳） | 2        | ハリケーンズ / カウンティー・マヌカウ |
| アーロン・スミス             | スクラムハーフ | 1988年11月21日（34歳） | 119      | ハイランダーズ / マナワツ             |
| ボーデン・バレット           | フライハーフ   | 1991年5月27日（32歳）  | 116      | ブルーズ / タラナキ                   |
| ダミアン・マッケンジー       | フライハーフ   | 1995年4月20日（28歳）  | 42       | チーフス / ワイカト                   |
| リッチー・モウンガ           | フライハーフ   | 1994年5月25日（29歳）  | 49       | クルセイダーズ / カンダベリー         |
| ジョーディー・バレット       | センター       | 1997年2月17日（26歳）  | 52       | ハリケーンズ / タラナキ               |
| デービッド・ハヴィリ         | センター       | 1994年12月23日（28歳） | 25       | クルセイダーズ / タスマン             |
| リーコ・イオアネ             | センター       | 1997年3月18日（26歳）  | 63       | ブルーズ / オークランド               |
| アントン・ライナートブラウン | センター       | 1995年4月15日（28歳）  | 63       | チーフス / ワイカト                   |
| ケイレブ・クラーク           | ウイング       | 1999年3月29日（24歳）  | 18       | ブルーズ / オークランド               |
| レスター・ファインガアヌク   | ウイング       | 1999年10月11日（23歳） | 3        | クルセイダーズ / タスマン             |
| エモニ・ナラワ               | ウイング       | 1999年7月13日（24歳）  | 1        | チーフス / ベイ・オブ・プレンティ     |
| マーク・テレア               | ウイング       | 1996年12月6日（26歳）  | 5        | ブルーズ / ノースハーバー             |
| ウィル・ジョーダン           | フルバック     | 1998年2月24日（25歳）  | 25       | クルセイダーズ / タスマン             |

### フランス
2023年8月21日発表
1 2023年9月1日、ポール・ヴィレムサが大腿部の負傷で離脱。バスティアン・シャルローが追加召集された。
ヘッドコーチ:  ファビアン・ガルティエ
| 選手                       | ポジション     | 誕生日 (年齢)          | キャップ | チーム                     |
| -------------------------- | -------------- | ---------------------- | -------- | -------------------------- |
| ピエール・ブルガリ         | フッカー       | 1997年9月12日（25歳）  | 10       | ラ・ロシェル               |
| ジュリアン・マルシャン     | フッカー       | 1995年5月10日（28歳）  | 31       | トゥールーズ               |
| ペアト・モーヴァカ         | フッカー       | 1997年1月10日（26歳）  | 24       | トゥールーズ               |
| ドリアン・アルデゲーリ     | プロップ       | 1993年8月4日（30歳）   | 11       | トゥールーズ               |
| ウイニ・アトニオ           | プロップ       | 1990年3月26日（33歳）  | 53       | ラ・ロシェル               |
| シリル・バイユ             | プロップ       | 1993年9月15日（29歳）  | 44       | トゥールーズ               |
| シピリ・ファラテア         | プロップ       | 1997年6月6日（26歳）   | 13       | ユニオン・ボルドー・ベグル |
| ジョアン＝バチスタ・グロス | プロップ       | 1999年5月29日（24歳）  | 25       | RCトゥーロン               |
| レダ・ワルディ             | プロップ       | 1995年8月2日（28歳）   | 9        | ラ・ロシェル               |
| バスティアン・シャルロー 1 | ロック         | 1992年2月13日（33歳）  | 6        | モンペリエ                 |
| ティボー・フランマン       | ロック         | 1997年4月29日（26歳）  | 19       | トゥールーズ               |
| ロマン・タオフィフェヌア   | ロック         | 1990年9月14日（32歳）  | 44       | リヨンOU                   |
| ポール・ヴィレムサ 1       | ロック         | 1992年11月13日（30歳） | 31       | モンペリエ                 |
| キャメロン・ウォキ         | ロック         | 1998年11月7日（24歳）  | 22       | ラシン92                   |
| グレゴリー・アルドリット   | バックロー     | 1997年3月23日（26歳）  | 42       | ラ・ロシェル               |
| ポール・ブドゥアン         | バックロー     | 1999年11月21日（23歳） | 3        | ラ・ロシェル               |
| フランソワ・クロス         | バックロー     | 1994年3月25日（29歳）  | 22       | トゥールーズ               |
| アントニー・ジェロンチ     | バックロー     | 1996年7月28日（27歳）  | 25       | トゥールーズ               |
| セク・マカルー             | バックロー     | 1995年4月20日（28歳）  | 18       | スタッド・フランセ         |
| シャルル・オリヴォン       | バックロー     | 1993年5月11日（30歳）  | 35       | RCトゥーロン               |
| バティスト・クイユー       | スクラムハーフ | 1997年8月22日（26歳）  | 13       | リヨンOU                   |
| アントワーヌ・デュポン ()  | スクラムハーフ | 1996年11月15日（26歳） | 49       | トゥールーズ               |
| マキシム・ルク             | スクラムハーフ | 1993年1月12日（30歳）  | 15       | ユニオン・ボルドー・ベグル |
| アントワーヌ・アストイ     | フライハーフ   | 1997年6月4日（26歳）   | 4        | ラ・ロシェル               |
| マチュー・ジャリベール     | フライハーフ   | 1998年11月6日（24歳）  | 26       | ユニオン・ボルドー・ベグル |
| ジョナサン・ダンティ       | センター       | 1992年10月7日（30歳）  | 23       | ラ・ロシェル               |
| ガエル・フィクー           | センター       | 1994年3月26日（29歳）  | 81       | ラシン92                   |
| ヨーラム・モエファナ       | センター       | 2000年7月18日（23歳）  | 18       | ユニオン・ボルドー・ベグル |
| アルチュール・ヴァンサン   | センター       | 1999年9月30日（23歳）  | 16       | モンペリエ                 |
| ルイ・ビエル＝ビアレ       | ウイング       | 2003年6月16日（20歳）  | 3        | ユニオン・ボルドー・ベグル |
| ダミアン・プノー           | ウイング       | 1996年9月25日（26歳）  | 44       | ユニオン・ボルドー・ベグル |
| ギャビン・ヴィリエール     | ウイング       | 1995年12月13日（27歳） | 14       | RCトゥーロン               |
| メルヴィン・ジャミネ       | フルバック     | 1999年6月30日（24歳）  | 15       | トゥールーズ               |
| トマ・ラモス               | フルバック     | 1995年7月23日（28歳）  | 27       | トゥールーズ               |

### イタリア
2023年8月22日発表
ヘッドコーチ:  キーラン・クロウリー
| 選手                           | ポジション     | 誕生日 (年齢)          | キャップ | チーム          |
| ------------------------------ | -------------- | ---------------------- | -------- | --------------- |
| ルカ・ビジ                     | フッカー       | 1991年4月19日（32歳）  | 48       | ゼブレ・パルマ  |
| ハメ・ファイバ                 | フッカー       | 1994年5月9日（29歳）   | 7        | 無所属          |
| ジャコモ・ニコテーラ           | フッカー       | 1996年7月15日（27歳）  | 15       | ベネットン      |
| ピエトロ・チェッカレリ         | プロップ       | 1992年2月16日（31歳）  | 29       | USAペルピニャン |
| シモーネ・フェッラーリ         | プロップ       | 1994年3月28日（29歳）  | 47       | ベネットン      |
| ダニーロ・フィスケッティ       | プロップ       | 1998年1月26日（25歳）  | 33       | ゼブレ・パルマ  |
| イヴァン・ネメル               | プロップ       | 1998年4月22日（25歳）  | 13       | ベネットン      |
| マルコ・リッチョーニ           | プロップ       | 1997年10月19日（25歳） | 22       | サラセンズ      |
| フェデリコ・ザーニ             | プロップ       | 1989年4月9日（34歳）   | 23       | ベネットン      |
| ニッコロ・カンノーネ           | ロック         | 1998年5月17日（25歳）  | 33       | ベネットン      |
| ディノ・ラム                   | ロック         | 1998年4月18日（25歳）  | 3        | ハーレクインズ  |
| フェデリコ・ルッツァー         | ロック         | 1994年8月4日（29歳）   | 45       | ベネットン      |
| デイブ・シシィ                 | ロック         | 1993年2月5日（30歳）   | 28       | ゼブレ・パルマ  |
| ロレンツォ・カンノーネ         | バックロー     | 2001年1月28日（22歳）  | 12       | ベネットン      |
| トア・ハラフィヒ               | バックロー     | 1993年11月27日（29歳） | 11       | ベネットン      |
| ミケーレ・ラマロ ()            | バックロー     | 1998年6月3日（25歳）   | 29       | ベネットン      |
| セバスチャン・ネグリ           | バックロー     | 1994年6月30日（29歳）  | 48       | ベネットン      |
| ジョヴァンニ・ペティネッリ     | バックロー     | 1996年3月13日（27歳）  | 14       | ベネットン      |
| マヌエル・ズリアーニ           | バックロー     | 2000年4月26日（23歳）  | 13       | ベネットン      |
| アレッサンドロ・フスコ         | スクラムハーフ | 1999年10月28日（23歳） | 15       | ゼブレ・パルマ  |
| アレッサンドロ・ガルビシ       | スクラムハーフ | 2002年4月11日（21歳）  | 6        | ベネットン      |
| マルティン・パジュ＝レロ       | スクラムハーフ | 1999年1月6日（24歳）   | 2        | リヨンOU        |
| スティーブン・バーニー         | スクラムハーフ | 2001年5月16日（22歳）  | 21       | グロスター      |
| トンマーゾ・アラン             | フライハーフ   | 1993年4月26日（30歳）  | 75       | USAペルピニャン |
| ジャコモ・ダ・レ               | フライハーフ   | 1999年3月29日（24歳）  | 2        | ベネットン      |
| パオロ・ガルビシ               | フライハーフ   | 2000年4月26日（23歳）  | 27       | モンペリエ      |
| フアン・イグナシオ・ブレックス | センター       | 1992年5月26日（31歳）  | 26       | ベネットン      |
| ルカ・モリシ                   | センター       | 1991年2月22日（32歳）  | 47       | 無所属          |
| ピエール・ブルーノ             | ウイング       | 1996年6月28日（27歳）  | 13       | ゼブレ・パルマ  |
| モンティ・イオアネ             | ウイング       | 1994年10月30日（28歳） | 21       | リヨンOU        |
| パオロ・オドグウ               | ウイング       | 1997年6月18日（26歳）  | 3        | ベネットン      |
| アンジェ・カプオッツォ         | フルバック     | 1999年4月30日（24歳）  | 12       | トゥールーズ    |
| ロレンツォ・パーニ             | フルバック     | 2002年7月4日（21歳）   | 3        | ゼブレ・パルマ  |

### ウルグアイ
2023年8月21日発表
ヘッドコーチ:  エステバン・メネセス
| 選手                         | ポジション     | 誕生日 (年齢)          | キャップ | チーム                                  |
| ---------------------------- | -------------- | ---------------------- | -------- | --------------------------------------- |
| ファクンド・ガッタス         | フッカー       | 1995年7月2日（28歳）   | 39       | オールドグローリーDC                    |
| ヘルマン・ケスレル           | フッカー       | 1994年7月1日（29歳）   | 61       | プロヴァンス                            |
| ギジェルモ・プハーダス       | フッカー       | 1997年2月6日（26歳）   | 27       | ペニャロール                            |
| ディエゴ・アルベロ           | プロップ       | 1994年8月19日（29歳）  | 18       | ペニャロール                            |
| マティアス・ベニテス         | プロップ       | 1988年5月16日（35歳）  | 44       | ペニャロール                            |
| イグナシオ・ペクロ           | プロップ       | 1999年2月22日（24歳）  | 12       | ペニャロール                            |
| レイナルド・ピウッシ         | プロップ       | 1999年5月18日（24歳）  | 3        | ペニャロール                            |
| マテオ・サンギネッティ       | プロップ       | 1992年7月26日（31歳）  | 79       | ペニャロール                            |
| フェリペ・アリアガ           | ロック         | 1999年9月14日（23歳）  | 5        | ペニャロール                            |
| イグナシオ・ドッティ         | ロック         | 1994年8月18日（29歳）  | 59       | ペニャロール                            |
| マヌエル・レインデカル       | ロック         | 1997年4月23日（26歳）  | 27       | バイヨンヌ                              |
| フアン・マヌエル・ロドリゲス | ロック         | 1996年12月15日（26歳） | 3        | ペニャロール                            |
| マヌエル・アルダオ           | バックロー     | 1998年9月9日（24歳）   | 22       | ペニャロール                            |
| ルーカス・ビアンチ           | バックロー     | 2001年3月26日（22歳）  | 9        | ペニャロール                            |
| サンティアゴ・シベッタ       | バックロー     | 1998年2月28日（25歳）  | 25       | ペニャロール                            |
| カルロス・デウス             | バックロー     | 2001年7月5日（22歳）   | 3        | ペニャロール                            |
| マヌエル・ディアナ           | バックロー     | 1996年3月7日（27歳）   | 37       | ペニャロール                            |
| エリック・ドサントス         | バックロー     | 1995年2月25日（28歳）  | 15       | ペニャロール                            |
| サンティアゴ・アルバレス     | スクラムハーフ | 2001年12月24日（21歳） | 6        | ペニャロール                            |
| サンティアゴ・アラタ         | スクラムハーフ | 1996年9月2日（27歳）   | 45       | カストル・オランピック                  |
| アグスティン・オルマエチェア | スクラムハーフ | 1991年3月8日（32歳）   | 55       | スタッド・ニソワ                        |
| フェリペ・ベルチェシ         | フライハーフ   | 1991年4月12日（32歳）  | 44       | USダクス                                |
| フェリペ・エチェベリ         | フライハーフ   | 1996年6月23日（27歳）  | 19       | ペニャロール                            |
| フェリペ・アルコスペレス     | センター       | 2001年5月17日（22歳）  | 9        | オールドボーイズ&オールドガールズクラブ |
| トマス・インシアルテ         | センター       | 1996年10月22日（26歳） | 31       | ペニャロール                            |
| アンドレス・ビラセカ ()      | センター       | 1991年5月8日（32歳）   | 75       | RCヴァンヌ                              |
| フアン・マヌエルアロンソ     | ウイング       | 2001年9月19日（21歳）  | 8        | ペニャロール                            |
| バウティスタ・バッソ         | ウイング       | 2001年1月18日（22歳）  | 4        | オールドボーイズ&オールドガールズクラブ |
| イグナシオ・ファッチョロ     | ウイング       | 1998年12月28日（24歳） | 1        | CTM・ラグビー                           |
| ニコラス・フレイタス         | ウイング       | 1993年7月3日（30歳）   | 49       | RCヴァンヌ                              |
| ガストン・ミエレス           | ウイング       | 1989年10月5日（33歳）  | 81       | ペニャロール                            |
| バルタサル・アマヤ           | フルバック     | 1999年5月26日（24歳）  | 7        | オールドボーイズ&オールドガールズクラブ |
| ロドリゴ・シルバ             | フルバック     | 1992年11月2日（30歳）  | 77       | ペニャロール                            |

### ナミビア
2023年8月21日発表
1 2023年9月6日、チャド・プラトが太ももの負傷で離脱。TC・キスティングが追加召集。
2 2023年9月17日、ルルー・マランが足首の負傷で離脱。ロイド・ジェイコブズが追加召集。
ヘッドコーチ:  アリスター・クッツェー
| 選手                               | ポジション     | 誕生日 (年齢)          | キャップ | チーム                               |
| ---------------------------------- | -------------- | ---------------------- | -------- | ------------------------------------ |
| オーバート・ノーチェ               | フッカー       | 1997年4月17日（26歳）  | 21       | ワンダラーズRC                       |
| トルステン・ファンヤースフェルト   | フッカー       | 1987年6月30日（36歳）  | 19       | バイヨンヌ                           |
| ルイス・ファンデルウェストヘーゼン | フッカー       | 1995年2月25日（28歳）  | 27       | チーターズ                           |
| ジェイソン・ベナーディ             | プロップ       | 1995年4月16日（28歳）  | 11       | ナミビア大学                         |
| ヨハネス・クッツェー               | プロップ       | 1988年3月14日（35歳）  | 28       | チーターズ                           |
| デシデリウス・セティ               | プロップ       | 1992年12月9日（30歳）  | 15       | ナミビア大学                         |
| ハイテンブ・シクファ               | プロップ       | 2000年11月28日（22歳） | 1        | レパーズ                             |
| カスパー・ビビエ                   | プロップ       | 1988年6月1日（35歳）   | 39       | ラ・ボール                           |
| ティアン・デクラーク               | ロック         | 2001年6月12日（22歳）  | 1        | モリアーノ                           |
| アドリアン・ルディック             | ロック         | 1998年7月22日（25歳）  | 7        | USAリモージュ                        |
| マヘピサ・チェリコ                 | ロック         | 1993年5月6日（30歳）   | 11       | ナミビア大学                         |
| チュウェ・ウアニビ                 | ロック         | 1990年12月31日（32歳） | 33       | USモントーバン                       |
| PJ・ヴァンリー                     | ロック         | 1983年12月4日（39歳）  | 59       | カップブルトン・オスゴール           |
| アドリアン・ボーイセン             | バックロー     | 1996年5月17日（27歳）  | 24       | ダラス・ジャッカルズ                 |
| ウィアン・コンラディ               | バックロー     | 1994年10月14日（28歳） | 26       | ニューイングランド・フリージャックス |
| プリンス・ガオセブ                 | バックロー     | 1998年7月7日（25歳）   | 10       | テルアビブ・ヒート                   |
| リチャード・ハードウィック         | バックロー     | 1994年5月31日（29歳）  | 1        | レベルズ                             |
| マックス・カチエコ                 | バックロー     | 1995年4月8日（28歳）   | 20       | テルアビブ・ヒート                   |
| ヨハン・レティーフ                 | バックロー     | 1995年10月10日（27歳） | 19       | グリクアズ                           |
| ウラ・ブラウ                       | スクラムハーフ | 2001年10月17日（21歳） | 0        | ヨハネスブルク大学                   |
| TC・キスティング1                  | スクラムハーフ | 1994年1月13日（29歳）  | 18       | CSディナモ・ブクレシュティ           |
| ダミアン・スティーブンズ           | スクラムハーフ | 1995年6月2日（28歳）   | 34       | ニューオーリンズ・ゴールド           |
| ジャック・トゥロン                 | スクラムハーフ | 1999年3月22日（24歳）  | 1        | ワンダラーズRC                       |
| クライヴェン・ルーバー             | フライハーフ   | 1997年2月24日（26歳）  | 15       | ユタ・ウォリアーズ                   |
| ティアン・スワネポール             | フライハーフ   | 1996年6月4日（27歳）   | 2        | ライオンズ                           |
| アンドレ・ファンデルベルフ         | フライハーフ   | 1999年11月28日（23歳） | 2        | ワンダラーズRC                       |
| ダンコ・ブルゲル                   | センター       | 1998年7月28日（25歳）  | 3        | ワンダラーズRC                       |
| ヨハン・ディーゼル ()              | センター       | 1991年9月26日（31歳）  | 33       | USコロミエ                           |
| アルシノ・アイザックス             | センター       | 1993年11月16日（29歳） |          | ナミビア大学                         |
| ロイド・ジェイコブズ2              | センター       | 1993年2月17日（30歳）  | 0        | キューダス                           |
| ルルー・マラン2                    | センター       | 1999年3月31日（24歳）  | 2        | ニューイングランド・フリージャックス |
| JC・フレイリング                   | ウイング       | 1991年6月21日（32歳）  | 40       | ワンダラーズRC                       |
| ガースウィン・ムートン             | ウイング       | 1999年12月16日（23歳） | 2        | ヴィッツウォーターズランド大学       |
| チャド・プラト1                    | フルバック     | 1998年4月21日（25歳）  | 4        | キューダス                           |
| ディバン・ルソウ                   | フルバック     | 1996年3月12日（27歳）  | 4        | クラスニヤール                       |

## プール B

### 南アフリカ
2023年8月8日発表
ヘッドコーチ:  ジャック・ニーナバー
| 選手                         | ポジション     | 誕生日 (年齢)          | キャップ | チーム                         |
| ---------------------------- | -------------- | ---------------------- | -------- | ------------------------------ |
| ディオン・フーリー           | フランカー     | 1986年9月25日（36歳）  | 7        | ストーマーズ                   |
| マルコム・マークス           | フッカー       | 1994年7月13日（29歳）  | 63       | クボタスピアーズ船橋・東京ベイ |
| ボンギ・ンボナンビ           | フッカー       | 1991年1月7日（32歳）   | 62       | シャークス                     |
| スティーヴン・キッツォフ     | プロップ       | 1992年2月10日（31歳）  | 76       | アルスター                     |
| ヴィンセント・コッホ         | プロップ       | 1990年3月13日（33歳）  | 46       | シャークス                     |
| フランス・マルハーバ         | プロップ       | 1991年3月14日（32歳）  | 63       | ストーマーズ                   |
| オックス・ンチェ             | プロップ       | 1995年7月23日（28歳）  | 21       | シャークス                     |
| トレヴァー・ニャカネ         | プロップ       | 1989年5月4日（34歳）   | 62       | ラシン92                       |
| エベン・エツベス             | ロック         | 1991年10月29日（31歳） | 113      | シャークス                     |
| ジーン・クライン             | ロック         | 1993年8月26日（30歳）  | 4        | マンスター                     |
| フランコ・モスタート         | ロック         | 1990年11月27日（32歳） | 67       | 三重ホンダヒート               |
| マーヴィン・オリー           | ロック         | 1993年2月15日（30歳）  | 14       | USAペルピニャン                |
| RG・スナイマン               | ロック         | 1995年1月29日（28歳）  | 28       | マンスター                     |
| ピーターステフ・デュトイ     | バックロー     | 1992年8月20日（31歳）  | 71       | トヨタヴェルブリッツ           |
| シヤ・コリシ ()              | バックロー     | 1991年6月16日（32歳）  | 77       | ラシン92                       |
| クワッガ・スミス             | バックロー     | 1993年6月11日（30歳）  | 34       | 静岡ブルーレヴズ               |
| マルコ・ファンスターデン     | バックロー     | 1995年8月25日（28歳）  | 14       | ブルズ                         |
| ドウェイン・フェルミューレン | バックロー     | 1986年7月3日（37歳）   | 70       | SAラグビー                     |
| ヤスパー・ヴィーセ           | バックロー     | 1995年10月21日（27歳） | 23       | レスター・タイガース           |
| ファフ・デ・クラーク         | スクラムハーフ | 1991年10月19日（31歳） | 49       | 横浜キヤノンイーグルス         |
| ジェイデン・ヘンドリクセ     | スクラムハーフ | 2000年3月23日（23歳）  | 13       | シャークス                     |
| コーバス・ライナー           | スクラムハーフ | 1990年2月7日（33歳）   | 26       | モンペリエ                     |
| グラント・ウィリアムズ       | スクラムハーフ | 1996年7月2日（27歳）   | 5        | シャークス                     |
| マニー・リボック             | フライハーフ   | 1997年7月15日（26歳）  | 9        | ストーマーズ                   |
| ダミアン・ウィレムセ         | フライハーフ   | 1998年5月7日（25歳）   | 33       | ストーマーズ                   |
| ダミアン・デアレンデ         | センター       | 1991年11月25日（31歳） | 73       | 埼玉ワイルドナイツ             |
| アンドレ・エスターハイゼン   | センター       | 1994年3月30日（29歳）  | 14       | ハーレクインズ                 |
| ジェシー・クリエル           | センター       | 1994年2月15日（29歳）  | 62       | 横浜キヤノンイーグルス         |
| カート＝リー・アレンゼ       | ウイング       | 1996年6月17日（27歳）  | 10       | ブルズ                         |
| チェスリン・コルビ           | ウイング       | 1993年10月28日（29歳） | 26       | 東京サンゴリアス               |
| マカゾレ・マピンピ           | ウイング       | 1990年7月26日（33歳）  | 39       | シャークス                     |
| カナン・ムーディ             | ウイング       | 2002年11月5日（20歳）  | 8        | ブルズ                         |
| ウィリー・ルルー             | フルバック     | 1989年8月18日（34歳）  | 87       | ブルズ                         |

### アイルランド
2023年8月27日発表
ヘッドコーチ:  アンディ・ファレル
| 選手                         | ポジション     | 誕生日 (年齢)          | キャップ | チーム     |
| ---------------------------- | -------------- | ---------------------- | -------- | ---------- |
| ロブ・ハーリング             | フッカー       | 1990年4月28日（33歳）  | 37       | アルスター |
| ローナン・ケラハー           | フッカー       | 1998年1月24日（25歳）  | 21       | レンスター |
| ダン・シーハン               | フッカー       | 1998年9月17日（24歳）  | 18       | レンスター |
| フィンレイ・ビーラム         | プロップ       | 1991年10月9日（31歳）  | 32       | コナート   |
| タイグ・ファーロング         | プロップ       | 1992年11月14日（30歳） | 67       | レンスター |
| デイヴ・キルコイン           | プロップ       | 1988年12月14日（34歳） | 52       | マンスター |
| ジェレミー・ラフマン         | プロップ       | 1995年7月22日（28歳）  | 3        | マンスター |
| トム・オトゥール             | プロップ       | 1998年9月23日（24歳）  | 11       | アルスター |
| アンドリュー・ポーター       | プロップ       | 1996年1月16日（27歳）  | 54       | レンスター |
| ライアン・ベアード           | ロック         | 1999年7月26日（24歳）  | 13       | レンスター |
| タイグ・バーン               | ロック         | 1992年1月8日（31歳）   | 41       | マンスター |
| イアン・ヘンダーソン         | ロック         | 1992年2月21日（31歳）  | 74       | アルスター |
| ジョー・マッカーシー         | ロック         | 2001年3月26日（22歳）  | 3        | レンスター |
| ジェームズ・ライアン         | ロック         | 1996年7月24日（27歳）  | 55       | レンスター |
| ジャック・コナン             | バックロー     | 1992年7月29日（31歳）  | 39       | レンスター |
| ケーラン・ドリス             | バックロー     | 1998年4月2日（25歳）   | 31       | レンスター |
| ピーター・オマホニー         | バックロー     | 1989年9月17日（33歳）  | 96       | マンスター |
| ジョシュ・バンダーフリアー   | バックロー     | 1993年4月25日（30歳）  | 52       | レンスター |
| クレイグ・ケイシー           | スクラムハーフ | 1999年4月19日（24歳）  | 12       | マンスター |
| ジャミソン・ギブソン＝パーク | スクラムハーフ | 1992年2月23日（31歳）  | 26       | レンスター |
| コナー・マレー               | スクラムハーフ | 1989年4月20日（34歳）  | 106      | マンスター |
| ロス・バーン                 | フライハーフ   | 1995年4月8日（28歳）   | 21       | レンスター |
| ジャック・クロウリー         | フライハーフ   | 2000年1月13日（23歳）  | 6        | マンスター |
| ジョナサン・セクストン ()    | フライハーフ   | 1985年7月11日（38歳）  | 113      | レンスター |
| バンディー・アキ             | センター       | 1990年4月7日（33歳）   | 47       | コナート   |
| ロビー・ヘンショー           | センター       | 1993年6月12日（30歳）  | 64       | レンスター |
| スチュアート・マクロスキー   | センター       | 1992年8月6日（31歳）   | 13       | アルスター |
| ギャリー・リングローズ       | センター       | 1995年1月26日（28歳）  | 51       | レンスター |
| キース・アールズ             | ウイング       | 1987年10月2日（35歳）  | 100      | マンスター |
| マック・ハンセン             | ウイング       | 1998年3月27日（25歳）  | 16       | コナート   |
| ジェームズ・ロウ             | ウイング       | 1992年7月8日（31歳）   | 21       | レンスター |
| ヒューゴ・キーナン           | フルバック     | 1996年6月18日（27歳）  | 31       | レンスター |
| ジミー・オブライエン         | フルバック     | 1996年11月27日（26歳） | 6        | レンスター |

### スコットランド
2023年8月16日発表
ヘッドコーチ:  グレガー・タウンゼンド
| 選手                               | ポジション     | 誕生日 (年齢)          | キャップ | チーム                   |
| ---------------------------------- | -------------- | ---------------------- | -------- | ------------------------ |
| イワン・アシュマン                 | フッカー       | 2000年4月3日（23歳）   | 9        | エディンバラ             |
| デイヴ・チェリー                   | フッカー       | 1991年1月3日（32歳）   | 10       | エディンバラ             |
| ジョージ・ターナー                 | フッカー       | 1992年10月8日（30歳）  | 37       | グラスゴー・ウォリアーズ |
| ジェイミー・バッティ               | プロップ       | 1993年9月8日（30歳）   | 32       | グラスゴー・ウォリアーズ |
| ザンダー・ファーガソン             | プロップ       | 1996年1月19日（27歳）  | 59       | グラスゴー・ウォリアーズ |
| WP・ネル                           | プロップ       | 1986年4月30日（37歳）  | 56       | エディンバラ             |
| ピエーレ・ストックマン             | プロップ       | 1994年5月7日（29歳）   | 23       | エディンバラ             |
| ジャヴァン・セバスチャン           | プロップ       | 1994年9月2日（29歳）   | 6        | エディンバラ             |
| ローリー・サザーランド             | プロップ       | 1992年8月24日（31歳）  | 25       | 無所属                   |
| スコット・カミングス               | ロック         | 1996年12月3日（26歳）  | 29       | グラスゴー・ウォリアーズ |
| グラント・ギルクリスト             | ロック         | 1990年8月9日（33歳）   | 65       | エディンバラ             |
| リッチー・グレイ                   | ロック         | 1989年8月24日（34歳）  | 75       | グラスゴー・ウォリアーズ |
| サム・スキナー                     | ロック         | 1995年1月31日（28歳）  | 28       | エディンバラ             |
| ルーク・クロスビー                 | バックロー     | 1997年4月22日（26歳）  | 5        | エディンバラ             |
| ロリー・ダージ                     | バックロー     | 2000年2月23日（23歳）  | 11       | グラスゴー・ウォリアーズ |
| ジャック・デンプシー               | バックロー     | 1994年4月12日（29歳）  | 12       | グラスゴー・ウォリアーズ |
| マット・ファーガソン               | バックロー     | 1998年7月16日（25歳）  | 36       | グラスゴー・ウォリアーズ |
| ジェイミー・リッチー ()            | バックロー     | 1996年8月16日（27歳）  | 43       | エディンバラ             |
| ハミッシュ・ワトソン               | バックロー     | 1991年10月15日（31歳） | 58       | エディンバラ             |
| ジョージ・ホーン                   | スクラムハーフ | 1995年5月12日（28歳）  | 23       | グラスゴー・ウォリアーズ |
| アリ・プライス                     | スクラムハーフ | 1993年5月12日（30歳）  | 63       | グラスゴー・ウォリアーズ |
| ベン・ホワイト                     | スクラムハーフ | 1998年5月27日（25歳）  | 17       | RCトゥーロン             |
| ベン・ヒーリー                     | フライハーフ   | 1999年6月29日（24歳）  | 3        | エディンバラ             |
| フィン・ラッセル                   | フライハーフ   | 1992年9月23日（30歳）  | 72       | バース                   |
| クリス・ハリス                     | センター       | 1990年12月28日（32歳） | 44       | グロスター               |
| ヒュー・ジョーンズ                 | センター       | 1993年12月17日（29歳） | 39       | グラスゴー・ウォリアーズ |
| キャメロン・レッドパス             | センター       | 1999年12月23日（23歳） | 7        | バース                   |
| シオネ・トゥイプロトゥ             | センター       | 1997年2月12日（26歳）  | 19       | グラスゴー・ウォリアーズ |
| ダーシー・グレアム                 | ウイング       | 1997年6月21日（26歳）  | 35       | エディンバラ             |
| カイル・ステイン                   | ウイング       | 1994年1月29日（29歳）  | 13       | グラスゴー・ウォリアーズ |
| ドゥーハン・ファン・デル・メルヴァ | ウイング       | 1995年6月4日（28歳）   | 31       | エディンバラ             |
| ブレア・キングホーン               | フルバック     | 1997年1月18日（26歳）  | 46       | エディンバラ             |
| オリー・スミス                     | フルバック     | 2000年8月7日（23歳）   | 6        | グラスゴー・ウォリアーズ |

### トンガ
2023年8月21日発表
1 2023年9月18日、フェアオ・フォトゥアイカとオトゥマカ・マウシアが怪我で離脱。シアテ・トコラヒとパトリック・ペレグリーニが追加召集。
2 2023年9月29日、シウア・マイレとソロモネ・フナキが怪我で離脱。シオネ・アンガアエランギとペニトア・フィノアが追加召集
ヘッドコーチ:  トウタイ・ケフ
| 選手                         | ポジション     | 誕生日 (年齢)          | キャップ | チーム                               |
| ---------------------------- | -------------- | ---------------------- | -------- | ------------------------------------ |
| シオネ・アンガアエランギ2    | フッカー       | 1997年2月18日（26歳）  | 15       | ベネットン                           |
| サム・モリ2                  | フッカー       | 1998年12月24日（24歳） | 12       | モアナ・パシフィカ                   |
| パウラ・ヌガウアモ           | フッカー       | 1990年2月19日（33歳）  | 26       | カストル・オランピック               |
| ソセフォ・アピコトア         | プロップ       | 1996年7月18日（27歳）  | 3        | モアナ・パシフィカ                   |
| ジークフリート・フィシイホイ | プロップ       | 1987年6月8日（36歳）   | 21       | ポー                                 |
| フェアオ・フォトゥアイカ1    | プロップ       | 1993年4月23日（30歳）  | 5        | リヨンOU                             |
| タウ・コロマタンギ           | プロップ       | 1995年1月3日（28歳）   | 7        | モアナ・パシフィカ                   |
| パウラ・ラトゥ               | プロップ       | 1996年2月14日（27歳）  | 1        | サウスランド                         |
| ベン・タメイフナ             | プロップ       | 1991年8月30日（32歳）  | 27       | ユニオン・ボルドー・ベグル           |
| シアテ・トコラヒ1            | プロップ       | 1992年3月16日（31歳）  | 3        | ポー                                 |
| アダム・コールマン           | ロック         | 1991年10月7日（31歳）  | 0        | ユニオン・ボルドー・ベグル           |
| サム・ラウシ                 | ロック         | 1991年7月20日（32歳）  | 14       | スカーレッツ                         |
| スティーブ・マフィ           | ロック         | 1989年12月9日（33歳）  | 39       | オヨナ                               |
| セミシ・パエア               | ロック         | 1999年4月17日（24歳）  | 3        | ニューイングランド・フリージャックス |
| ヴァエア・フィフィタ2        | バックロー     | 1992年6月17日（31歳）  | 8        | スカーレッツ                         |
| ソロモネ・フナキ2            | バックロー     | 1994年4月25日（29歳）  | 13       | モアナ・パシフィカ                   |
| タンギノア・ハライフォヌア   | バックロー     | 1996年9月20日（26歳）  | 13       | スタッド・フランセ                   |
| シオネ・ハヴィリ・タリトゥイ | バックロー     | 1998年1月25日（25歳）  | 7        | クルセイダーズ                       |
| シオネ・ヴァイラヌ           | バックロー     | 1995年1月27日（28歳）  | 13       | グラスゴー・ウォリアーズ             |
| マヌ・パエア                 | スクラムハーフ | 2001年9月17日（21歳）  | 9        | モアナ・パシフィカ                   |
| オーガスティン・プル         | スクラムハーフ | 1990年1月4日（33歳）   | 3        | 日野レッドドルフィンズ               |
| ソナタネ・タクルア ()        | スクラムハーフ | 1991年1月11日（32歳）  | 52       | SUアジャン                           |
| ウィリアム・ハヴィリ         | フライハーフ   | 1998年9月9日（24歳）   | 9        | モアナ・パシフィカ                   |
| オトゥマカ・マウシア1        | フライハーフ   | 1997年4月22日（26歳）  | 8        | オークランド                         |
| パトリック・ペレグリーニ1    | フライハーフ   | 1998年9月28日（24歳）  | 3        | コヴェントリーRFC                    |
| ピタ・アーキ                 | センター       | 1992年9月24日（30歳）  | 4        | トゥールーズ                         |
| マラカイ・フェキトア         | センター       | 1992年5月10日（31歳）  | 8        | ベネットン                           |
| ジョージ・モアラ             | センター       | 1990年11月5日（32歳）  | 5        | ASMクレルモン・オーヴェルニュ        |
| アフシパ・タウモエペアウ     | センター       | 1990年1月26日（33歳）  | 13       | USAペルピニャン                      |
| フィネ・イニシ               | ウイング       | 1998年5月19日（25歳）  | 6        | モアナ・パシフィカ                   |
| ソロモネ・カタ               | ウイング       | 1994年12月3日（28歳）  | 10       | レスター・タイガース                 |
| カイレン・タウモエフォラウ   | ウイング       | 2003年5月8日（20歳）   | 5        | モアナ・パシフィカ                   |
| アンジェロ・ツイタヴキ       | ウイング       | 1998年10月10日（24歳） | 7        | モアナ・パシフィカ                   |
| チャールズ・ピウタウ         | フルバック     | 1991年10月31日（31歳） | 5        | 静岡ブルーレヴズ                     |

### ルーマニア
2023年8月16日発表
1 2023年8月28日、ミハイ・マコベイとミハイ・ムレサンとポール・ポポアイアが怪我で離脱。アンドレ・ゴリンとシオエリ・ラマとタリアウリ・シクエアが追加召集。
2 2023年9月19日、ガブリエル・ポップとテイラー・ゴンティネアックとヒンクリー・ヴァオヴァサが怪我で離脱。ルカ・ニチティアンとミハイ・グラウレとアレクサンドル・ブクルが追加召集。
ヘッドコーチ:  オイゲン・アプジョック
| 選手                        | ポジション     | 誕生日 (年齢)          | キャップ | チーム                            |
| --------------------------- | -------------- | ---------------------- | -------- | --------------------------------- |
| フロリン・バルダシュ        | フッカー       | 1991年9月23日（31歳）  | 11       | CSAステアウア・ブクレシュティ     |
| オヴィデュ・コジョカル      | フッカー       | 1996年11月19日（26歳） | 32       | CSディナモ・ブクレシュティ        |
| ロバート・イリメスク        | フッカー       | 1996年3月1日（27歳）   | 4        | CSMシュティインツァ・バヤ・マーレ |
| コステル・ブルティラ        | プロップ       | 1991年7月14日（32歳）  | 13       | イエール・カルキエランヌ          |
| トーマス・クレトゥ          | プロップ       | 2002年3月5日（21歳）   | 5        | オーリヤック                      |
| ゲオルゲ・ガジオン          | プロップ       | 1992年11月13日（30歳） | 9        | モン＝ド＝マルサン                |
| アレクサンドル・ゴルダス    | プロップ       | 1994年5月11日（29歳）  | 35       | CSディナモ・ブクレシュティ        |
| ルリアン・ハルティグ        | プロップ       | 1998年10月11日（24歳） | 9        | バッシンドアルカチョン            |
| アレクサンドル・サヴィン    | プロップ       | 1995年2月12日（28歳）  | 25       | CSAステアウア・ブクレシュティ     |
| シュテファン・ヤンク        | ロック         | 1998年7月1日（25歳）   | 5        | CSMシュティインツァ・バヤ・マーレ |
| マリウス・イフティミチュク  | ロック         | 1997年8月13日（26歳）  | 22       | USカルカソンヌ                    |
| アドリアン・モトック        | ロック         | 1996年7月11日（27歳）  | 27       | ビアリッツ・オランピック          |
| クリスティ・ボボック        | バックロー     | 1995年10月9日（27歳）  | 9        | CSAステアウア・ブクレシュティ     |
| クリスティアニ・クリカ ()   | バックロー     | 1997年4月9日（26歳）   | 34       | CSディナモ・ブクレシュティ        |
| アンドレ・ゴリン1           | バックロー     | 1987年11月30日（35歳） | 44       | イエール・カルキエランヌ          |
| ミハイ・マコベイ1           | バックロー     | 1986年10月29日（36歳） | 104      | バッシンドアルカチョン            |
| ヴラド・ネクラウ            | バックロー     | 1998年7月1日（25歳）   | 14       | SCMラグビー・ティミショアラ       |
| フロリアン・ロス            | バックロー     | 1993年4月20日（30歳）  | 13       | CSMシュティインツァ・バヤ・マーレ |
| ドラゴス・セル              | バックロー     | 1999年3月4日（24歳）   | 15       | CSAステアウア・ブクレシュティ     |
| ダミアン・ストラティラ      | バックロー     | 1996年7月28日（27歳）  | 6        | CSAステアウア・ブクレシュティ     |
| アリン・コナケ              | スクラムハーフ | 2002年5月7日（21歳）   | 5        | SCMラグビー・ティミショアラ       |
| ガブリエル・ルパーヌ        | スクラムハーフ | 1997年9月28日（25歳）  | 21       | SCMラグビー・ティミショアラ       |
| フロリン・スルジュ          | スクラムハーフ | 1984年12月10日（38歳） | 103      | CSAステアウア・ブクレシュティ     |
| チューダー・ボルドー        | フライハーフ   | 1997年11月29日（25歳） | 16       | CSディナモ・ブクレシュティ        |
| ミハイ・ムレサン1           | フライハーフ   | 2002年10月2日（20歳）  | 3        | CSMシュティインツァ・バヤ・マーレ |
| ルカ・ニチティアン2         | フライハーフ   | 1999年6月29日（24歳）  | 0        | CSMシュティインツァ・バヤ・マーレ |
| ガブリエル・ポップ2         | フライハーフ   | 1998年3月29日（25歳）  | 5        | CSディナモ・ブクレシュティ        |
| アレクサンドル・ブクル2     | センター       | 1994年4月24日（29歳）  | 15       | CSMシュティインツァ・バヤ・マーレ |
| テイラー・ゴンティネアック2 | センター       | 2000年7月16日（23歳）  | 10       | ルーアン                          |
| ミハイ・グラウレ2           | センター       |                        | 0        | CSディナモ・ブクレシュティ        |
| テヴィタ・マヌムア          | センター       | 1993年2月12日（30歳）  | 2        | SCMラグビー・ティミショアラ       |
| ジャソン・トマネ            | センター       | 1995年3月4日（28歳）   | 14       | CSMシュティインツァ・バヤ・マーレ |
| シオエリ・ラマ1             | ウイング       | 1995年10月12日（27歳） | 6        | CSAステアウア・ブクレシュティ     |
| ニコラス・オヌトゥ          | ウイング       | 1995年12月27日（27歳） | 28       | アノネー                          |
| マリウス・シミオネスキュ    | ウイング       | 1997年9月5日（26歳）   | 30       | SCMラグビー・ティミショアラ       |
| フォノヴァイ・タンジマナ    | ウイング       | 1989年10月25日（33歳） | 22       | CSAステアウア・ブクレシュティ     |
| ポール・ポポアイア1         | フルバック     | 2000年5月29日（23歳）  | 12       | CSMシュティインツァ・バヤ・マーレ |
| ヒンクリー・ヴァオヴァサ2   | フルバック     | 1998年9月24日（24歳）  | 18       | CSAステアウア・ブクレシュティ     |

## プール C

### ウェールズ
2023年8月21日発表
1 2023年10月7日、タウルペ・ファレタウが腕の負傷で離脱。キーラン・ハーディが追加召集。
ヘッドコーチ:  ウォーレン・ガットランド
| 選手                     | ポジション     | 誕生日 (年齢)          | キャップ | チーム                         |
| ------------------------ | -------------- | ---------------------- | -------- | ------------------------------ |
| エリオット・ディー       | フッカー       | 1994年3月7日（29歳）   | 43       | ドラゴンズ                     |
| ライアン・エリアス       | フッカー       | 1995年1月7日（28歳）   | 34       | スカーレッツ                   |
| デヴィ・レイク()         | フッカー       | 1999年5月16日（24歳）  | 9        | オスプリーズ                   |
| コーリー・ドマコウスキー | プロップ       | 1996年11月9日（26歳）  | 2        | カーディフ                     |
| トマス・フランシス       | プロップ       | 1992年4月27日（31歳）  | 72       | プロヴァンス                   |
| ディロン・ルイス         | プロップ       | 1996年1月4日（27歳）   | 51       | ハーレクインズ                 |
| ニッキー・スミス         | プロップ       | 1994年4月7日（29歳）   | 44       | オスプリーズ                   |
| ガレス・トーマス         | プロップ       | 1993年8月2日（30歳）   | 22       | オスプリーズ                   |
| ヘンリー・トーマス       | プロップ       | 1991年10月30日（31歳） | 2        | モンペリエ                     |
| アダム・ビアード         | ロック         | 1996年1月7日（27歳）   | 47       | オスプリーズ                   |
| ダフィド・ジェンキンス   | ロック         | 2002年12月5日（20歳）  | 7        | エクセター・チーフス           |
| ウィル・ローランド       | ロック         | 1991年9月19日（31歳）  | 25       | ラシン92                       |
| クリスト・チウンザ       | ロック         | 2002年1月9日（21歳）   | 7        | エクセター・チーフス           |
| テイン・バシャム         | バックロー     | 1999年2月22日（24歳）  | 13       | ドラゴンズ                     |
| タウルペ・ファレタウ1    | バックロー     | 1990年11月12日（32歳） | 100      | カーディフ                     |
| ダン・リディエイト       | バックロー     | 1988年12月18日（34歳） | 71       | ドラゴンズ                     |
| ジャック・モーガン()     | バックロー     | 2000年1月21日（23歳）  | 11       | オスプリーズ                   |
| トミー・レフェル         | バックロー     | 1999年4月27日（24歳）  | 10       | レスター・タイガース           |
| アーロン・ウェインライト | バックロー     | 1997年9月25日（25歳）  | 39       | ドラゴンズ                     |
| ガレス・デーヴィス       | スクラムハーフ | 1990年8月18日（33歳）  | 69       | スカーレッツ                   |
| キーラン・ハーディ1      | スクラムハーフ | 1995年11月30日（27歳） | 18       | スカーレッツ                   |
| トモス・ウィリアムズ     | スクラムハーフ | 1995年1月1日（28歳）   | 48       | カーディフ                     |
| ガレス・アンスコム       | フライハーフ   | 1991年5月10日（32歳）  | 35       | 東京サンゴリアス               |
| ダン・ビガー             | フライハーフ   | 1989年10月16日（33歳） | 109      | RCトゥーロン                   |
| サム・コステロウ         | フライハーフ   | 2001年10月1日（21歳）  | 4        | スカーレッツ                   |
| メイソン・グレイディ     | センター       | 2002年3月29日（21歳）  | 4        | カーディフ                     |
| ジョージ・ノース         | センター       | 1992年4月13日（31歳）  | 114      | オスプリーズ                   |
| ニック・トンプキンズ     | センター       | 1995年2月16日（28歳）  | 28       | サラセンズ                     |
| ジョニー・ウィリアムズ   | センター       | 1996年10月18日（26歳） | 6        | スカーレッツ                   |
| ジョシュ・アダムス       | ウイング       | 1995年4月21日（28歳）  | 50       | カーディフ                     |
| リオ・ダイアー           | ウイング       | 1999年12月21日（23歳） | 9        | ドラゴンズ                     |
| ルイス・リース＝ザミット | ウイング       | 2001年2月2日（22歳）   | 27       | グロスター                     |
| リー・ハーフペニー       | フルバック     | 1988年12月22日（34歳） | 100      | 無所属                         |
| リアム・ウィリアムズ     | フルバック     | 1991年4月9日（32歳）   | 85       | クボタスピアーズ船橋・東京ベイ |

### オーストラリア
2023年8月10日発表
1 2023年9月21日、マックス・ヨルゲンセンが腕の負傷で離脱。
ヘッドコーチ:  エディー・ジョーンズ
| 選手                               | ポジション     | 誕生日 (年齢)          | キャップ | チーム                         |
| ---------------------------------- | -------------- | ---------------------- | -------- | ------------------------------ |
| マット・フェスラー                 | フッカー       | 1998年12月21日（24歳） | 2        | レッズ                         |
| デイヴ・ポレクキ                   | フッカー       | 1992年10月23日（30歳） | 15       | ワラターズ                     |
| ジョーダン・ウエレセ               | フッカー       | 1997年1月24日（26歳）  | 18       | レベルズ                       |
| アンガス・ベル                     | プロップ       | 2000年10月4日（22歳）  | 24       | ワラターズ                     |
| ポネ・ファアマウシリ               | プロップ       | 1997年2月26日（26歳）  | 5        | レベルズ                       |
| ゼイン・ノンゴール                 | プロップ       | 2001年3月30日（22歳）  | 3        | レッズ                         |
| ブレイク・ショップ                 | プロップ       | 1998年11月28日（24歳） | 1        | ブランビーズ                   |
| ジェイムス・スリッパー             | プロップ       | 1989年6月6日（34歳）   | 131      | ブランビーズ                   |
| タニエラ・トゥポウ                 | プロップ       | 1996年5月10日（27歳）  | 49       | レッズ                         |
| リッチー・アーノルド               | ロック         | 1990年7月1日（33歳）   | 5        | スタッド・トゥールーザン       |
| ニック・フロスト                   | ロック         | 1999年10月10日（23歳） | 12       | ブランビーズ                   |
| マシュー・フィリップ               | ロック         | 1994年3月7日（29歳）   | 29       | 横浜キヤノンイーグルス         |
| ウィル・スケルトン                 | ロック         | 1992年5月3日（31歳）   | 29       | スタッド・ロシュレ             |
| ランギ・グリーソン                 | バックロー     | 2001年7月21日（22歳）  | 4        | ワラターズ                     |
| トム・フーパー                     | バックロー     | 2002年1月1日（21歳）   | 4        | ブランビーズ                   |
| ジョシュ・ケメニー                 | バックロー     | 1998年11月29日（24歳） | 1        | レベルズ                       |
| ロバート・レオタ                   | バックロー     | 1997年3月3日（26歳）   | 17       | レベルズ                       |
| フレーザー・マクライト             | バックロー     | 1999年2月19日（24歳）  | 13       | レッズ                         |
| ロブ・ヴァレティニ                 | バックロー     | 1998年9月3日（25歳）   | 35       | ブランビーズ                   |
| アイザック・フィンネス＝レレイワサ | スクラムハーフ | 1995年10月2日（27歳）  | 1        | ウェスタン・フォース           |
| テイト・マクダーモット             | スクラムハーフ | 1998年9月18日（24歳）  | 26       | レッズ                         |
| ニック・ホワイト                   | スクラムハーフ | 1990年6月13日（33歳）  | 63       | ブランビーズ                   |
| カーター・ゴードン                 | フライハーフ   | 2001年1月29日（22歳）  | 5        | レベルズ                       |
| ベン・ドナルドソン                 | フライハーフ   | 1999年4月5日（24歳）   | 3        | ワラターズ                     |
| ララカイ・フォケティ               | センター       | 1994年12月22日（28歳） | 6        | ワラターズ                     |
| サム・ケレビ                       | センター       | 1993年9月27日（29歳）  | 45       | 浦安D-Rocks                    |
| イザイア・ペレス                   | センター       | 1997年5月17日（26歳）  | 5        | ワラターズ                     |
| ジョーダン・ペタイア               | センター       | 2000年3月14日（23歳）  | 28       | レッズ                         |
| マックス・ヨルゲンセン1            | ウイング       | 2004年9月2日（19歳）   | 0        | ワラターズ                     |
| マリカ・コロインベテ               | ウイング       | 1992年7月26日（31歳）  | 55       | 埼玉パナソニックワイルドナイツ |
| マーク・ナワンガニタワシ           | ウイング       | 2000年9月11日（22歳）  | 7        | ワラターズ                     |
| スリ・ヴニヴァル                   | ウイング       | 1995年11月27日（27歳） | 3        | レッズ                         |
| アンドリュー・ケラウェイ           | フルバック     | 1995年10月12日（27歳） | 24       | レベルズ                       |

### フィジー
2023年8月8日発表
1 2023年9月1日、ケレブ・マンツが膝の負傷で離脱。ヴィリモニ・ボティツが追加召集。
2 2023年9月25日、チョネ・コロインドゥアンドゥアが負傷で離脱。エモシ・トゥキリが追加召集。
3 2023年10月11日、テモ・マヤナヴァヌアが負傷で離脱。アピ・ラトゥニヤラワが追加召集。
ヘッドコーチ:  サイモン・ライワルイ
| 選手                            | ポジション     | 誕生日 (年齢)          | キャップ | チーム                   |
| ------------------------------- | -------------- | ---------------------- | -------- | ------------------------ |
| テヴィタ・イカニヴェレ          | フッカー       | 1999年9月6日（24歳）   | 6        | フィジアン・ドゥルア     |
| サム・マタヴェシ                | フッカー       | 1992年1月13日（31歳）  | 24       | ノーサンプトン・セインツ |
| ズリエル・トンギアタマ          | フッカー       | 1999年2月3日（24歳）   | 2        | フィジアン・ドゥルア     |
| メサケ・ドンゲ                  | プロップ       | 1993年4月1日（30歳）   | 6        | フィジアン・ドゥルア     |
| チョネ・コロインドゥアンドゥア2 | プロップ       | 1997年2月27日（26歳）  | 5        | フィジアン・ドゥルア     |
| エロニ・マウィ                  | プロップ       | 1996年6月2日（27歳）   | 22       | サラセンズ               |
| ペニ・ラヴァイ                  | プロップ       | 1990年6月16日（33歳）  | 39       | レッズ                   |
| ルケ・タンギ                    | プロップ       | 1997年6月23日（26歳）  | 9        | バイヨンヌ               |
| サム・タワケ                    | プロップ       | 1996年9月11日（26歳）  | 2        | フィジアン・ドゥルア     |
| エモシ・トゥキリ2               | プロップ       | 2000年12月28日（22歳） | 0        | フィジアン・ドゥルア     |
| テモ・マヤナヴァヌア3           | ロック         | 1997年11月9日（25歳）  | 8        | ノーサンプトン・セインツ |
| イソア・ナシラシラ              | ロック         | 1999年9月13日（23歳）  | 4        | フィジアン・ドゥルア     |
| アピ・ラトゥニヤラワ3           | ロック         | 1986年7月11日（37歳）  | 41       | バイヨンヌ               |
| レキマ・タンギタンギヴァル      | ロック         | 1995年12月4日（27歳）  | 2        | ポー                     |
| レヴァニ・ボティア              | バックロー     | 1989年3月14日（34歳）  | 23       | ラ・ロシェル             |
| テ・アヒワル・ジリキンダヴェタ  | バックロー     | 1998年4月12日（25歳）  | 2        | フィジアン・ドゥルア     |
| メリ・デレナランギ              | バックロー     | 1998年11月26日（24歳） | 0        | フィジアン・ドゥルア     |
| ヴィリヴェ・ミラミラ            | バックロー     | 1999年3月21日（24歳）  | 1        | フィジアン・ドゥルア     |
| ビリアメ・マタ                  | バックロー     | 1991年10月22日（31歳） | 23       | エディンバラ             |
| アルバート・トゥイスエ          | バックロー     | 1993年6月6日（30歳）   | 17       | グロスター               |
| シミオネ・クルヴォリ            | スクラムハーフ | 1999年1月2日（24歳）   | 4        | フィジアン・ドゥルア     |
| フランク・ロマニ                | スクラムハーフ | 1996年4月18日（27歳）  | 22       | フィジアン・ドゥルア     |
| ペニ・マタワル                  | スクラムハーフ | 1997年7月8日（26歳）   | 5        | フィジアン・ドゥルア     |
| ケレブ・マンツ1                 | フライハーフ   | 1999年10月30日（23歳） | 2        | フィジアン・ドゥルア     |
| テティ・テラ                    | フライハーフ   | 1991年3月7日（32歳）   | 3        | フィジアン・ドゥルア     |
| ヴィリモニ・ボティツ1           | センター       | 1998年6月15日（25歳）  | 8        | カストル・オランピック   |
| シレリ・マンガラ                | センター       | 2000年3月21日（23歳）  | 3        | バイヨンヌ               |
| イオセフォ・マシ                | センター       | 1998年5月9日（25歳）   | 1        | フィジアン・ドゥルア     |
| ワイセア・ナヤザレヴ()          | センター       | 1990年6月26日（33歳）  | 32       | RCトゥーロン             |
| セミ・ランドランドラ            | センター       | 1992年6月13日（31歳）  | 13       | リヨンOU                 |
| チョスア・トゥイソヴァ          | センター       | 1994年2月4日（29歳）   | 21       | ラシン92                 |
| ビナヤ・ハボシ                  | ウイング       | 2000年1月30日（23歳）  | 3        | フィジアン・ドゥルア     |
| カラヴェティ・ラヴォウヴォウ    | ウイング       | 1998年6月6日（25歳）   | 3        | ブリストル・ベアーズ     |
| セレスティノ・ラヴタウマンダ    | ウイング       | 2000年1月17日（23歳）  | 2        | フィジアン・ドゥルア     |
| ジータ・ウァイニコロ            | ウイング       | 1999年3月10日（24歳）  | 4        | RCトゥーロン             |
| イライア・ドロアセセ            | フルバック     | 1999年9月13日（23歳）  | 1        | フィジアン・ドゥルア     |

### ジョージア
2023年8月28日発表
1 2023年9月27日、ベカ・ゴルガゼが腕の怪我で離脱。オタル・ギオルガゼが追加召集。ルカ・ジャパリゼが背中の怪我で離脱。イラクリ・アプツィアウリが追加召集。
2 2023年10月2日、テンギズ・ザムタラドゼとミリアン・モデバゼとラシャ・ジャイアニが怪我で離脱。ヴァノ・カルカゼとオタル・ラシィリとミヘイル・バブナシュヴィリが追加召集。
ヘッドコーチ:  レヴァン・マイサシヴィリ
| 選手                         | ポジション     | 誕生日 (年齢)          | キャップ | チーム                   |
| ---------------------------- | -------------- | ---------------------- | -------- | ------------------------ |
| シャルヴァ・マムカシヴィリ   | フッカー       | 1990年10月2日（32歳）  | 100      | ブラックライオン         |
| ルカ・ニオラゼ               | フッカー       | 1999年4月6日（24歳）   | 1        | オーリヤック             |
| テンギズ・ザムタラドゼ2      | フッカー       | 1998年1月2日（25歳）   | 4        | ブラックライオン         |
| ヴァノ・カルカゼ2            | フッカー       | 2000年6月25日（23歳）  | 7        | モンペリエ               |
| ニカ・アブラゼ               | プロップ       | 1995年8月20日（28歳）  | 12       | エクセター・チーフス     |
| イラクリ・アプツィアウリ1    | プロップ       | 2003年2月23日（20歳）  | 0        | FCグルノーブル           |
| ベカ・ギガシヴィリ           | プロップ       | 1992年2月17日（31歳）  | 36       | RCトゥーロン             |
| グラム・ゴギチャイシヴィリ   | プロップ       | 1998年9月4日（25歳）   | 39       | ラシン92                 |
| ルカ・ジャパリゼ1            | プロップ       | 1998年9月6日（25歳）   | 8        | モンペリエ               |
| ミヘイル・ナリアシヴィリ     | プロップ       | 1990年5月25日（33歳）  | 73       | ブラックライオン         |
| グラム・パイドゼ             | プロップ       | 1997年6月16日（26歳）  | 12       | ポー                     |
| ラド・チャチャニドゼ         | ロック         | 2000年5月14日（23歳）  | 13       | USONヌヴェール           |
| ノダル・チェイシュヴィリ     | ロック         | 1990年11月13日（32歳） | 48       | ブラックライオン         |
| ミヘイル・バブナシュヴィリ2  | ロック         | 1996年5月31日（27歳）  | 2        | ブラックライオン         |
| ラシャ・ジャイアニ2          | ロック         | 1998年4月21日（25歳）  | 19       | USONヌヴェール           |
| コンスタンティネ・ミカウタゼ | ロック         | 1991年7月1日（32歳）   | 84       | バイヨンヌ               |
| ミヘイル・ガチェチラドゼ     | バックロー     | 1990年12月24日（32歳） | 21       | ブラックライオン         |
| オタル・ギオルガゼ1          | バックロー     | 1996年3月2日（27歳）   | 35       | USモントーバン           |
| ベカ・ゴルガゼ1              | バックロー     | 1996年2月8日（27歳）   | 40       | ポー                     |
| ルカ・イヴァニシュヴィリ     | バックロー     | 2001年11月25日（21歳） | 7        | ブラックライオン         |
| トルニケ・ジャラゴニア       | バックロー     | 1998年12月12日（24歳） | 24       | ビアリッツ・オランピック |
| ベカ・サギナゼ               | バックロー     | 1998年10月29日（24歳） | 36       | リヨンOU                 |
| ギオルギ・ツツキリゼ         | バックロー     | 1996年11月26日（26歳） | 31       | スタッド・フランセ       |
| ゲラ・アプラシゼ             | スクラムハーフ | 1998年1月14日（25歳）  | 48       | バイヨンヌ               |
| ヴァシル・ロブジャニゼ       | スクラムハーフ | 1996年10月14日（26歳） | 78       | CAブリーヴ               |
| テンギズ・ペラニドゼ         | スクラムハーフ | 1998年4月06日（25歳）  | 1        | ブラックライオン         |
| テド・アブジャンダゼ         | フライハーフ   | 1999年6月13日（24歳）  | 43       | USモントーバン           |
| ルカ・マトカヴァ             | フライハーフ   | 2001年10月5日（21歳）  | 10       | ブラックライオン         |
| トルニケ・カッホイドゼ       | センター       | 2003年8月16日（20歳）  | 3        | ブラックライオン         |
| ギオルギ・クヴェセラゼ       | センター       | 1997年11月11日（25歳） | 48       | ブラックライオン         |
| メラブ・シャリカゼ()         | センター       | 1993年5月17日（30歳）  | 96       | ブラックライオン         |
| デムリ・タプラゼ             | センター       | 2000年3月18日（23歳）  | 28       | ブラックライオン         |
| ミリアン・モデバゼ2          | ウイング       | 1997年10月27日（25歳） | 25       | ブラックライオン         |
| オタル・ラシィリ2            | ウイング       | 2000年4月27日（23歳）  | 2        | ブラックライオン         |
| アカキ・タブツァゼ           | ウイング       | 1997年8月19日（26歳）  | 31       | ブラックライオン         |
| アレクサンドレ・トドゥア     | ウイング       | 1987年11月2日（35歳）  | 108      | ブラックライオン         |
| ラシャ・フマラゼ             | フルバック     | 1988年1月20日（35歳）  | 96       | バトゥミRC               |
| ダヴィト・ニニアシヴィリ     | フルバック     | 2002年7月14日（21歳）  | 23       | リヨンOU                 |

### ポルトガル
2023年8月28日発表
ヘッドコーチ:  パトライス・ラギスクエト
| 選手                         | ポジション     | 誕生日 (年齢)          | キャップ | チーム                                   |
| ---------------------------- | -------------- | ---------------------- | -------- | ---------------------------------------- |
| リオネル・カンペルグ         | フッカー       | 1987年11月24日（35歳） | 21       | バッシンドアルカチョン                   |
| ドゥアルテ・ディニス         | フッカー       | 1995年11月8日（27歳）  | 36       | ディレイト                               |
| マイク・タジャール           | フッカー       | 1989年3月10日（34歳）  | 33       | USAペルピニャン                          |
| アンソニー・アウヴェス       | プロップ       | 1989年6月23日（34歳）  | 32       | モン＝ド＝マルサン                       |
| フランシスコ・ブルーノ       | プロップ       | 1995年5月28日（28歳）  | 24       | ディレイト                               |
| ダヴィー・コスタ             | プロップ       | 1999年7月5日（24歳）   | 26       | ディレイト                               |
| フランシスコ・フェルナンデス | プロップ       | 1985年9月6日（38歳）   | 45       | ベジエ                                   |
| ディオゴ・フェレイラ         | プロップ       | 1996年10月17日（26歳） | 38       | USダクス                                 |
| アントニオ・サントス         | プロップ       | 1998年6月9日（25歳）   | 2        | C.F.オズベレネンセス                     |
| マーティン・ベロ             | ロック         | 2000年9月27日（22歳）  | 6        | カスカイス                               |
| スティービー・セルケイラ     | ロック         | 1993年8月9日（30歳）   | 12       | シャンベリ                               |
| ジュゼー・マデイラ           | ロック         | 2001年3月19日（22歳）  | 33       | FCグルノーブル                           |
| ドゥアルテ・トルガル         | ロック         | 1997年12月23日（25歳） | 20       | ディレイト                               |
| ティボー・デフレイタス       | バックロー     | 1992年1月8日（31歳）   | 31       | ジロンド                                 |
| ジョアン・グラナーテ         | バックロー     | 1997年2月21日（26歳）  | 32       | ディレイト                               |
| ニコラス・マルティンス       | バックロー     | 1999年1月18日（24歳）  | 9        | ソヨー・アングレームXVシャラント         |
| マヌエル・ピカオ             | バックロー     | 1997年4月10日（26歳）  | 21       | ディレイト                               |
| ハファエル・シモエス         | バックロー     | 1991年6月20日（32歳）  | 28       | CDUL                                     |
| デビッド・ウォリス           | バックロー     | 1997年4月17日（26歳）  | 22       | C.F.オズベレネンセス                     |
| ジョアン・ベーロ             | スクラムハーフ | 1995年8月2日（28歳）   | 26       | CDUP                                     |
| ペドロ・ルーカス             | スクラムハーフ | 2000年10月16日（22歳） | 17       | C.F.オズベレネンセス                     |
| サムエル・マルケス           | スクラムハーフ | 1988年12月8日（34歳）  | 23       | ベジエ                                   |
| ジョリス・モウラ             | フライハーフ   | 2000年5月7日（23歳）   | 1        | ヴァランス・ロマンス・ドローム・ラグビー |
| ジェローニモ・ポルテーラ     | フライハーフ   | 2000年11月2日（22歳）  | 26       | ディレイト                               |
| トマス・アップルトン()       | センター       | 1993年7月29日（30歳）  | 63       | CDUL                                     |
| ペドロ・ベタンクール         | センター       | 1994年11月18日（28歳） | 31       | オヨナ                                   |
| ジョゼ・リマ                 | センター       | 1992年4月24日（31歳）  | 56       | RCナルボンヌ                             |
| ロドリゴ・マルタ             | ウイング       | 1999年11月18日（23歳） | 32       | USコロミエ                               |
| マヌエル・カルドーゾピント   | ウイング       | 1998年4月7日（25歳）   | 31       | アグロノミア                             |
| ヴィンセント・ピント         | ウイング       | 1999年4月10日（24歳）  | 14       | USコロミエ                               |
| ラファエレ・ストルティ       | ウイング       | 2000年12月19日（22歳） | 22       | ベジエ                                   |
| シモン・ベント               | フルバック     | 2001年6月21日（22歳）  | 11       | モン＝ド＝マルサン                       |
| ヌノ・ソウザ・ゲデス         | フルバック     | 1994年11月21日（28歳） | 39       | CDUP                                     |

## プール D

### イングランド
2023年8月7日発表
1 2023年8月14日、ジャック・ヴァン・ポートヴリートが腕の負傷で離脱。アレックス・ミッチェルが追加召集された。
2 2023年8月27日、アンソニー・ワトソンが足の負傷で離脱。。ジョニー・メイが追加召集された。
3 2023年10月5日、ジャック・ウィリスが首の負傷で離脱。サム・アンダーヒルが追加召集された。
Head coach:  スティーブ・ボーズウィック
| 選手                              | ポジション     | 誕生日 (年齢)          | キャップ | チーム                   |
| --------------------------------- | -------------- | ---------------------- | -------- | ------------------------ |
| セオ・ダン                        | フッカー       | 2000年12月26日（22歳） | 3        | サラセンズ               |
| ジェイミー・ジョージ              | フッカー       | 1990年10月20日（32歳） | 79       | サラセンズ               |
| ジャック・ウォーカー              | フッカー       | 1996年5月6日（27歳）   | 4        | ハーレクインズ           |
| ダン・コール                      | プロップ       | 1987年5月9日（36歳）   | 102      | レスター・タイガース     |
| エリス・ゲンジ()                  | プロップ       | 1995年2月16日（28歳）  | 52       | ブリストル・ベアーズ     |
| ジョー・マーラー                  | プロップ       | 1990年7月7日（33歳）   | 82       | ハーレクインズ           |
| ベヴァン・ロッド                  | プロップ       | 2000年8月26日（23歳）  | 3        | セール・シャークス       |
| カイル・シンクラー                | プロップ       | 1993年3月30日（30歳）  | 63       | ブリストル・ベアーズ     |
| ウィル・スチュアート              | プロップ       | 1996年7月12日（27歳）  | 29       | バース                   |
| オリー・チェサム                  | ロック         | 2000年9月6日（23歳）   | 11       | レスター・タイガース     |
| マロ・イトジェ                    | ロック         | 1994年10月28日（28歳） | 70       | サラセンズ               |
| コートニー・ローズ()              | ロック         | 1989年2月23日（34歳）  | 100      | ノーサンプトン・セインツ |
| ジョージ・マーティン              | ロック         | 2001年6月18日（22歳）  | 3        | レスター・タイガース     |
| デイヴィッド・リバンズ            | ロック         | 1995年8月29日（28歳）  | 8        | RCトゥーロン             |
| トム・カリー                      | バックロー     | 1998年6月15日（25歳）  | 45       | セール・シャークス       |
| ベン・アール                      | バックロー     | 1998年1月7日（25歳）   | 18       | サラセンズ               |
| ルイス・ラドラム                  | バックロー     | 1995年12月8日（27歳）  | 21       | ノーサンプトン・セインツ |
| サム・アンダーヒル3               | バックロー     | 1996年7月22日（27歳）  | 29       | バース                   |
| ジャック・ウィリス3               | バックロー     | 1996年12月24日（26歳） | 13       | トゥールーズ             |
| ビリー・ヴニポラ                  | バックロー     | 1992年11月3日（30歳）  | 70       | サラセンズ               |
| ダニー・ケア                      | スクラムハーフ | 1987年1月2日（36歳）   | 90       | ハーレクインズ           |
| アレックス・ミッチェル1           | スクラムハーフ | 1997年5月25日（26歳）  | 6        | ノーサンプトン・セインツ |
| ジャック・ヴァン・ポートヴリート1 | スクラムハーフ | 2001年5月15日（22歳）  | 14       | レスター・タイガース     |
| ベン・ヤングス                    | スクラムハーフ | 1989年9月5日（34歳）   | 124      | レスター・タイガース     |
| オーウェン・ファレル              | フライハーフ   | 1991年9月24日（31歳）  | 107      | サラセンズ               |
| ジョージ・フォード                | フライハーフ   | 1993年3月16日（30歳）  | 85       | セール・シャークス       |
| マーカス・スミス                  | フライハーフ   | 1999年2月14日（24歳）  | 24       | ハーレクインズ           |
| エリオット・デイリー              | センター       | 1992年10月8日（30歳）  | 59       | サラセンズ               |
| オーリー・ローレンス              | センター       | 1999年9月18日（23歳）  | 14       | バース                   |
| ジョー・マーチャント              | センター       | 1996年7月16日（27歳）  | 19       | スタッド・フランセ       |
| マヌ・トゥイランギ                | センター       | 1991年5月18日（32歳）  | 53       | セール・シャークス       |
| マックス・マリンズ                | ウイング       | 1997年1月7日（26歳）   | 21       | ブリストル・ベアーズ     |
| ジョニー・メイ2                   | ウイング       | 1990年4月1日（33歳）   | 72       | グロスター               |
| アンソニー・ワトソン2             | ウイング       | 1994年2月26日（29歳）  | 56       | 無所属                   |
| ヘンリー・アランデル              | フルバック     | 2002年11月8日（20歳）  | 8        | ラシン92                 |
| フレディ・スチュワード            | フルバック     | 2000年12月5日（22歳）  | 26       | レスター・タイガース     |

### 日本
メンバーリストは「ラグビーワールドカップ2023 日本代表」も参照。
2023年8月18日発表
1 2023年8月18日、ジェームス・ムーアが離脱。ヘルウヴェが追加召集。
2 2023年8月29日、ヘルウヴェと中野将伍がパフォーマンスの問題で離脱。アマト・ファカタヴァと下川甲嗣が追加召集。
3 2023年9月19日、セミシ・マシレワが足の負傷で離脱。山中亮平が追加召集。
Head Coach:  ジェイミー・ジョセフ
| 選手                   | ポジション     | 誕生日 (年齢)          | キャップ | チーム                         |
| ---------------------- | -------------- | ---------------------- | -------- | ------------------------------ |
| 堀江翔太               | フッカー       | 1986年1月21日（37歳）  | 72       | 埼玉ワイルドナイツ             |
| 堀越康介               | フッカー       | 1995年6月2日（28歳）   | 7        | 東京サンゴリアス               |
| 坂手淳史               | フッカー       | 1993年6月21日（30歳）  | 37       | 埼玉ワイルドナイツ             |
| ヴァルアサエリ愛       | プロップ       | 1989年5月7日（34歳）   | 26       | 埼玉ワイルドナイツ             |
| シオネ・ハラシリ       | プロップ       | 1999年10月15日（23歳） | 0        | 横浜キヤノンイーグルス         |
| 稲垣啓太               | プロップ       | 1990年6月2日（33歳）   | 49       | 埼玉ワイルドナイツ             |
| 具智元                 | プロップ       | 1994年7月20日（29歳）  | 25       | コベルコ神戸スティーラーズ     |
| 垣永真之介             | プロップ       | 1991年12月19日（31歳） | 12       | 東京サンゴリアス               |
| クレイグ・ミラー       | プロップ       | 1990年10月29日（32歳） | 13       | 埼玉ワイルドナイツ             |
| ジャック・コーネルセン | ロック         | 1994年10月13日（28歳） | 16       | 埼玉ワイルドナイツ             |
| ワーナー・ディアンズ   | ロック         | 2002年4月11日（21歳）  | 7        | 東芝ブレイブルーパス東京       |
| アマト・ファカタヴァ2  | ロック         | 1994年12月7日（28歳）  | 3        | ブラックラムズ東京             |
| ヘルウヴェ12           | ロック         | 1990年7月12日（33歳）  | 19       | クボタスピアーズ船橋・東京ベイ |
| ジェームス・ムーア1    | ロック         | 1993年11月6日（29歳）  | 16       | 浦安D-Rocks                    |
| サウマキアマナキ       | ロック         | 1997年3月8日（26歳）   | 1        | コベルコ神戸スティーラーズ     |
| 福井翔大               | バックロー     | 1999年9月28日（23歳）  | 2        | 埼玉ワイルドナイツ             |
| ベン・ガンター         | バックロー     | 1997年10月24日（25歳） | 8        | 埼玉ワイルドナイツ             |
| 姫野和樹 ()            | バックロー     | 1994年7月27日（29歳）  | 29       | トヨタヴェルブリッツ           |
| ピーター・ラブスカフニ | バックロー     | 1989年1月11日（34歳）  | 16       | クボタスピアーズ船橋・東京ベイ |
| リーチマイケル         | バックロー     | 1988年10月7日（34歳）  | 80       | 東芝ブレイブルーパス東京       |
| 下川甲嗣2              | バックロー     | 1999年1月17日（24歳）  | 2        | 東京サンゴリアス               |
| 福田健太               | スクラムハーフ | 1996年12月19日（26歳） | 0        | トヨタヴェルブリッツ           |
| 流大                   | スクラムハーフ | 1992年9月4日（31歳）   | 34       | 東京サンゴリアス               |
| 齋藤直人               | スクラムハーフ | 1997年8月26日（26歳）  | 15       | 東京サンゴリアス               |
| 小倉順平               | フライハーフ   | 1992年7月11日（31歳）  | 4        | 横浜キヤノンイーグルス         |
| 松田力也               | フライハーフ   | 1994年5月3日（29歳）   | 33       | 埼玉ワイルドナイツ             |
| 李承信                 | フライハーフ   | 2001年1月13日（22歳）  | 10       | コベルコ神戸スティーラーズ     |
| 中村亮土               | センター       | 1991年6月3日（32歳）   | 35       | 東京サンゴリアス               |
| 中野将伍2              | センター       | 1997年6月11日（26歳）  | 7        | 東京サンゴリアス               |
| ディラン・ライリー     | センター       | 1997年5月2日（26歳）   | 14       | 埼玉ワイルドナイツ             |
| 長田智希               | センター       | 1999年11月25日（23歳） | 4        | 埼玉ワイルドナイツ             |
| 山中亮平3              | センター       | 1988年6月22日（35歳）  | 18       | コベルコ神戸スティーラーズ     |
| シオサイア・フィフィタ | ウイング       | 1998年12月20日（24歳） | 12       | トヨタヴェルブリッツ           |
| レメキロマノラヴァ     | ウイング       | 1989年1月20日（34歳）  | 16       | グリーンロケッツ東葛           |
| セミシ・マシレワ3      | ウイング       | 1992年6月9日（31歳）   | 5        | 花園近鉄ライナーズ             |
| ジョネ・ナイカブラ     | ウイング       | 1994年4月12日（29歳）  | 4        | 東芝ブレイブルーパス東京       |
| 松島幸太朗             | フルバック     | 1993年2月26日（30歳）  | 51       | 東京サンゴリアス               |

### アルゼンチン
2023年8月7日発表
1 2023年8月22日、ナウエル・テタス・チャパロが怪我で離脱。マイコ・ビバスが追加召集。
2 2023年8月27日、サンティアゴ・グロンドナが怪我で離脱。ホアキン・オビエドが追加召集。
3 2023年10月9日、パブロ・マテーラがハムストリングの負傷で離脱。ルーカス・パウロスが追加召集。
Head coach:  マイケル・チェイカ
| 選手                           | ポジション     | 誕生日 (年齢)          | キャップ | チーム                        |
| ------------------------------ | -------------- | ---------------------- | -------- | ----------------------------- |
| アグスティン・クレービー       | フッカー       | 1985年3月15日（38歳）  | 101      | セール・シャークス            |
| フリアン・モントージャ ()      | フッカー       | 1993年10月29日（29歳） | 89       | レスター・タイガース          |
| イグナシオ・ルイス             | フッカー       | 2001年1月3日（22歳）   | 6        | USAペルピニャン               |
| エドゥアルド・ベロ             | プロップ       | 1995年11月27日（27歳） | 14       | ニューカッスル・ファルコンズ  |
| トーマス・ガジョ               | プロップ       | 1999年4月30日（24歳）  | 17       | ベネットン                    |
| フランシスコ・ゴメス・コデラ   | プロップ       | 1985年7月7日（38歳）   | 31       | リヨンOU                      |
| ジョエル・スクラビ             | プロップ       | 1994年6月25日（29歳）  | 12       | ラ・ロシェル                  |
| ナウエル・テタス・チャパロ1    | プロップ       | 1989年3月11日（34歳）  | 78       | ベネットン                    |
| マイコ・ビバス1                | プロップ       | 1998年6月2日（25歳）   | 19       | グロスター                    |
| マティアス・アレマノ           | ロック         | 1991年12月5日（31歳）  | 87       | グロスター                    |
| トマス・ラバニーニ             | ロック         | 1993年1月22日（30歳）  | 82       | ASMクレルモン・オーヴェルニュ |
| ルーカス・パウロス3            | ロック         | 1998年1月9日（25歳）   | 12       | CAブリーヴ                    |
| ギド・ペティ                   | ロック         | 1994年9月17日（28歳）  | 75       | ユニオン・ボルドー・ベグル    |
| ペドロ・ルビオロ               | ロック         | 2002年12月12日（20歳） | 5        | ニューカッスル・ファルコンズ  |
| ロドリゴ・ブルーニ             | バックロー     | 1993年9月3日（30歳）   | 21       | バイヨンヌ                    |
| フアン・マルティン・ゴンサレス | バックロー     | 2000年11月14日（22歳） | 24       | サラセンズ                    |
| サンティアゴ・グロンドナ2      | バックロー     | 1998年7月25日（25歳）  | 15       | ブリストル・ベアーズ          |
| ファクンド・イサ               | バックロー     | 1993年9月21日（29歳）  | 47       | RCトゥーロン                  |
| マルコス・クレメル             | バックロー     | 1997年7月30日（26歳）  | 57       | ASMクレルモン・オーヴェルニュ |
| パブロ・マテーラ3              | バックロー     | 1993年7月18日（30歳）  | 95       | 三重ホンダヒート              |
| ホアキン・オビエド2            | バックロー     | 1998年7月25日（25歳）  | 1        | USAペルピニャン               |
| ラウタロ・バサン・ベレス       | スクラムハーフ | 1996年2月24日（27歳）  | 7        | ロヴィーゴ・デルタ            |
| ゴンサロ・ベルトラノウ         | スクラムハーフ | 1993年12月31日（29歳） | 53       | ドラゴンズ                    |
| トマス・クベリ                 | スクラムハーフ | 1989年6月12日（34歳）  | 89       | マイアミ・シャークス          |
| サンティアゴ・カレラス         | フライハーフ   | 1998年3月30日（25歳）  | 35       | グロスター                    |
| ニコラス・サンチェス           | フライハーフ   | 1988年8月26日（35歳）  | 98       | 無所属                        |
| サンティアゴ・チョコバレス     | センター       | 1999年3月31日（24歳）  | 14       | トゥールーズ                  |
| ルシオ・シンティ               | センター       | 2000年2月23日（23歳）  | 16       | サラセンズ                    |
| ヘロニモ・デラフエンテ         | センター       | 1991年2月24日（32歳）  | 76       | USAペルピニャン               |
| マティアス・モローニ           | センター       | 1991年3月29日（32歳）  | 74       | ニューカッスル・ファルコンズ  |
| エミリアノ・ボフェッリ         | ウイング       | 1995年1月16日（28歳）  | 53       | エディンバラ                  |
| マテオ・カレラス               | ウイング       | 1999年12月17日（23歳） | 11       | ニューカッスル・ファルコンズ  |
| フアン・イモフ                 | ウイング       | 1988年5月11日（35歳）  | 42       | ラシン92                      |
| ロドリゴ・イスグロ             | ウイング       | 1999年3月24日（24歳）  | 2        | 7人制アルゼンチン代表         |
| マルティン・ボガド             | フルバック     | 1998年4月29日（25歳）  | 2        | ハイランダーズ                |
| フアン・クルス・マリア         | フルバック     | 1996年9月11日（26歳）  | 26       | トゥールーズ                  |

### サモア
2023年8月6日発表
1 2023年9月18日、ルテル・トライが怪我で離脱。 レイ・ニウアが追加召集。

Head coach:  セイララ・マプスア
| 選手                         | ポジション     | 誕生日 (年齢)          | キャップ | チーム                               |
| ---------------------------- | -------------- | ---------------------- | -------- | ------------------------------------ |
| セイララ・ラム               | フッカー       | 1989年2月18日（34歳）  | 23       | USAペルピニャン                      |
| サマ・マロロ                 | フッカー       | 1998年2月19日（25歳）  | 3        | サンディエゴ・リージョン             |
| レイ・ニウア1                | フッカー       | 1991年6月19日（32歳）  | 14       | モアナ・パシフィカ                   |
| ルテル・トライ1              | フッカー       | 1998年6月1日（25歳）   | 3        | モアナ・パシフィカ                   |
| マイケル・アラアラトア ()    | プロップ       | 1991年8月28日（32歳）  | 13       | レンスター                           |
| ポール・アロエミール         | プロップ       | 1991年12月22日（31歳） | 21       | スタッド・フランセ                   |
| チャーリー・ファウムイナ     | プロップ       | 1986年12月24日（36歳） | 3        | トゥールーズ                         |
| ジェームズ・レイ             | プロップ       | 1993年12月16日（29歳） | 12       | ブルーズ                             |
| ジョーダン・レイ             | プロップ       | 1992年11月5日（30歳）  | 26       | ブルーズ                             |
| ブライアン・アライヌウエセ   | ロック         | 1994年3月19日（29歳）  | 5        | RCトゥーロン                         |
| セオ・マクファーランド       | ロック         | 1995年10月16日（27歳） | 7        | サラセンズ                           |
| サム・スレイド               | ロック         | 1997年8月28日（26歳）  | 4        | モアナ・パシフィカ                   |
| クリス・ブイ ()              | ロック         | 1993年2月11日（30歳）  | 25       | ブリストル・ベアーズ                 |
| ソオタラ・ファアソオ         | バックロー     | 1994年10月2日（28歳）  | 1        | USAペルピニャン                      |
| ミラクル・ファイランギ       | バックロー     | 1999年8月31日（24歳）  | 3        | モアナ・パシフィカ                   |
| フリッツ・リー               | バックロー     | 1988年8月29日（35歳）  | 7        | ASMクレルモン・オーヴェルニュ        |
| スティーブン・ルアトゥア     | バックロー     | 1991年4月29日（32歳）  | 3        | ブリストル・ベアーズ                 |
| アラマンダ・モトゥンガ       | バックロー     | 1995年9月11日（27歳）  | 5        | モアナ・パシフィカ                   |
| タレニ・セウ                 | バックロー     | 1993年12月26日（29歳） | 6        | 豊田自動織機シャトルズ愛知           |
| ジョーダン・タウフア         | バックロー     | 1992年1月29日（31歳）  | 6        | リヨンOU                             |
| エレアタラ・エナリ           | スクラムハーフ | 1997年5月30日（26歳）  | 7        | モアナ・パシフィカ                   |
| メラニ・マタヴァオ           | スクラムハーフ | 1995年11月19日（27歳） | 13       | 7人制サモア代表                      |
| ジョナサン・タウマテイネ     | スクラムハーフ | 1996年9月28日（26歳）  | 11       | モアナ・パシフィカ                   |
| クリスチャン・リアリーファノ | フライハーフ   | 1987年9月24日（35歳）  | 3        | モアナ・パシフィカ                   |
| リマ・ソポアンガ             | フライハーフ   | 1991年2月3日（32歳）   | 1        | 清水建設江東ブルーシャークス         |
| ディアンジェロ・レウリア     | センター       | 1997年1月18日（26歳）  | 18       | モアナ・パシフィカ                   |
| トゥムア・マヌ               | センター       | 1993年4月18日（30歳）  | 7        | ポー                                 |
| ダンカン・パイアアウア       | センター       | 1995年1月20日（28歳）  | 6        | RCトゥーロン                         |
| UJ・セウテニ                 | センター       | 1993年12月9日（29歳）  | 12       | ラ・ロシェル                         |
| ナイジェル・アーウォン       | ウイング       | 1990年5月30日（33歳）  | 8        | 無所属                               |
| エド・フィドウ               | ウイング       | 1993年9月11日（29歳）  | 19       | ラグビー・ユナイテッド・ニューヨーク |
| ネリア・フォマイ             | ウイング       | 1992年2月3日（31歳）   | 8        | モアナ・パシフィカ                   |
| ベン・ラム                   | ウイング       | 1991年6月9日（32歳）   | 0        | モンペリエ                           |
| ダニー・トアラ               | フルバック     | 1999年3月26日（24歳）  | 8        | モアナ・パシフィカ                   |

### チリ
2023年8月14日発表
1 2023年9月8日、ニコラス・ガラフリックが怪我で離脱。クリストバル・ガメが追加召集。
Head coach:  パブロ・レモイネ
| 選手                         | ポジション     | 誕生日 (年齢)          | キャップ | フランチャイズ                   |
| ---------------------------- | -------------- | ---------------------- | -------- | -------------------------------- |
| アウグスト・ベーメ           | フッカー       | 1997年6月11日（26歳）  | 22       | セルクナム                       |
| トマス・ドゥサイラント       | フッカー       | 1990年10月6日（32歳）  | 37       | セルクナム                       |
| ディエゴ・エスコバル         | フッカー       | 2000年4月17日（23歳）  | 5        | セルクナム                       |
| ハビエル・カラスコ           | プロップ       | 1997年8月24日（26歳）  | 19       | セルクナム                       |
| マティアス・ディタス         | プロップ       | 1993年7月16日（30歳）  | 21       | CAペリグー                       |
| イニャキ・グルチャガ         | プロップ       | 1995年10月13日（27歳） | 11       | セルクナム                       |
| エステバン・イノストロザ     | プロップ       | 1994年1月1日（29歳）   | 1        | セルクナム                       |
| ヴィットリオ・ラストラ       | プロップ       | 1996年3月26日（27歳）  | 22       | セルクナム                       |
| サルバドール・ルイーズ       | プロップ       | 1999年11月6日（23歳）  | 11       | セルクナム                       |
| ハビエル・エイスマン         | ロック         | 1997年3月21日（26歳）  | 21       | セルクナム                       |
| パブロ・ホイテ               | ロック         | 1989年1月11日（34歳）  | 30       | セルクナム                       |
| サンティアゴ・ペドレロ       | ロック         | 2000年11月30日（22歳） | 6        | セルクナム                       |
| アウグスト・サルミエント     | ロック         | 1993年4月30日（30歳）  | 15       | PWCC                             |
| アルフォンソ・エスコバル     | バックロー     | 1997年8月17日（26歳）  | 18       | セルクナム                       |
| ライムンド・マルティネス     | バックロー     | 1999年11月25日（23歳） | 10       | セルクナム                       |
| トーマス・オーチャード       | バックロー     | 1997年1月12日（26歳）  | 12       | セルクナム                       |
| クレメンテ・サアベドラ       | バックロー     | 1997年12月15日（25歳） | 20       | セルクナム                       |
| マルティン・シグレン ()      | バックロー     | 1996年5月14日（27歳）  | 27       | ドンカスター・ナイツ             |
| イグナシオ・シウヴァ         | バックロー     | 1989年2月16日（34歳）  | 38       | セルクナム                       |
| ルーカス・カルバーロ         | スクラムハーフ | 2001年7月6日（22歳）   | 6        | セルクナム                       |
| ニコラス・エレーロス         | スクラムハーフ | 1990年1月23日（33歳）  | 5        | セルクナム                       |
| マルセロ・トレアルバ         | スクラムハーフ | 1996年5月6日（27歳）   | 12       | セルクナム                       |
| ベンハミン・ビデラ           | スクラムハーフ | 2001年4月24日（22歳）  | 0        | セルクナム                       |
| ロドリゴ・フェルナンデス     | フライハーフ   | 1996年2月8日（27歳）   | 23       | セルクナム                       |
| サンティアゴ・ビデラ         | フライハーフ   | 1998年1月16日（25歳）  | 25       | セルクナム                       |
| パブロ・カサス               | センター       | 1992年3月4日（31歳）   | 15       | セルクナム                       |
| マティアス・ガラフリック     | センター       | 2000年9月1日（23歳）   | 12       | セルクナム                       |
| ジョセ・イグナシオ・ラレナス | センター       | 1989年9月14日（33歳）  | 47       | セルクナム                       |
| ドミンゴ・サアベドラ         | センター       | 1997年12月15日（25歳） | 24       | セルクナム                       |
| クリストバル・ガメ1          | ウイング       | 2002年7月9日（21歳）   | 1        | オールドジョンズ                 |
| ニコラス・ガラフリック1      | ウイング       | 1998年9月11日（24歳）  | 19       | セルクナム                       |
| フランコ・ヴェラルデ         | ウイング       | 1994年11月4日（28歳）  | 16       | VOBGS                            |
| イニャキ・アジャルサ         | フルバック     | 1999年9月7日（24歳）   | 14       | ソヨー・アングレームXVシャラント |
| フランシスコ・ウロズ         | フルバック     | 1993年9月7日（30歳）   | 11       | セルクナム                       |

## 統計

### クラブ別の代表選手
| 選手 | クラブ                                      |
| ---- | ------------------------------------------- |
| 28   | セルクナム                                  |
| 20   | ベネットン / ペニャロール                   |
| 19   | レンスター / モアナ・パシフィカ             |
| 18   | フィジアン・ドゥルア                        |
| 17   | トゥールーズ                                |
| 16   | エディンバラ                                |
| 15   | ブラックライオン / グラスゴー・ウォリアーズ |
| 13   | サラセンズ / 埼玉ワイルドナイツ             |
| 12   | RCトゥーロン                                |
| 11   | ラ・ロシェル                                |

### リーグ別の代表選手
| リーグ                                                                          | 選手 | 割合  |
| ------------------------------------------------------------------------------- | ---- | ----- |
| 総計                                                                            | 660  | —     |
| ユナイテッド・ラグビー・チャンピオンシップ ( / )                                | 134  | 20.3% |
| トップ14 ()                                                                     | 111  | 16.8% |
| スーパーラグビー・パシフィック ( / )                                            | 105  | 15.9% |
| プレミアシップ・ラグビー ()                                                     | 63   | 9.5%  |
| ジャパンラグビーリーグワン ()                                                   | 50   | 7.6%  |
| スーペル・ラグビー・アメリカス ( / )                                            | 48   | 7.3%  |
| プロD2 ()                                                                       | 31   | 4.7%  |
| リーガ・ナツィオナーラ・デ・ラグビー ()                                         | 24   | 3.6%  |
| ラグビー・ヨーロッパ・スーパーカップ ( / )                                      | 17   | 2.6%  |
| カンペオナト・ポルトガル・デ・ラグビー ()                                       | 16   | 2.4%  |
| シャンピオナ・フェデラル・ナシオナル / フェデラル1, フェデラル2, フェデラル3 () | 14   | 2.1%  |
| メジャーリーグラグビー ()                                                       | 12   | 1.8%  |
| その他 ( / )                                                                    | 30   | 4.5%  |
| 無所属                                                                          | 5    | 0.6%  |

### 最年長選手・最年少選手
年齢は大会開始時点（2023年9月8日）
- 最年長選手 - PJ・ヴァンリー (ナミビア)（39歳）
- 最年少選手 - マックス・ヨルゲンセン (オーストラリア)（19歳）
- 最年長選手と最年少選手の年齢差 - 20歳272日

| 国               | 最年長選手                   | 年齢         | 最年少選手                 | 年齢         |
| ---------------- | ---------------------------- | ------------ | -------------------------- | ------------ |
| アルゼンチン     | アグスティン・クレービー     | 38年 + 177日 | ペドロ・ルビオロ           | 20年 + 270日 |
| オーストラリア   | ジェイムス・スリッパー       | 34年 + 94日  | マックス・ヨルゲンセン     | 19年 + 6日   |
| チリ             | パブロ・ホイテ               | 34年 + 240日 | ルーカス・カルバリョ       | 22年 + 64日  |
| イングランド     | ダン・コール                 | 36年 + 249日 | ヘンリー・アルンデル       | 20年 + 304日 |
| フィジー         | レヴァニ・ボティア           | 34年 + 178日 | シレリ・マンガラ           | 23年 + 171日 |
| フランス         | ウイニ・アトニオ             | 33年 + 166日 | ルイ・ビエル＝ビアレ       | 20年 + 84日  |
| ジョージア       | アレクサンドレ・トドゥア     | 35年 + 310日 | トルニケ・カッホイドゼ     | 20年 + 23日  |
| アイルランド     | ジョナサン・セクストン       | 38年 + 59日  | ジョー・マッカーシー       | 22年 + 166日 |
| イタリア         | フェデリコ・ザーニ           | 34年 + 152日 | ロレンツォ・カンノーネ     | 21年 + 66日  |
| 日本             | 堀江翔太                     | 37年 + 230日 | ワーナー・ディアンズ       | 21年 + 150日 |
| ナミビア         | PJ・ヴァンリー               | 39年 + 278日 | オーラ・ブラウ             | 22年 + 88日  |
| ニュージーランド | デイン・コールズ             | 36年 + 272日 | キャム・ロイガード         | 22年 + 296日 |
| ポルトガル       | フランシスコ・フェルナンデス | 38年 + 2日   | シモン・ベント             | 22年 + 79日  |
| ルーマニア       | フロリン・スルジュ           | 38年 + 272日 | ミハイ・ムレサン           | 20年 + 341日 |
| サモア           | チャーリー・ファウムイナ     | 36年 + 258日 | ミラクル・ファイイラギ     | 24年 + 8日   |
| スコットランド   | WP・ネル                     | 37年 + 131日 | オリー・スミス             | 23年 + 32日  |
| 南アフリカ共和国 | ドウェイン・フェルミューレン | 37年 + 67日  | カナン・ムーディ           | 20年 + 307日 |
| トンガ           | ジークフリート・フィシイホイ | 36年 + 92日  | カイレン・タウモエフォラウ | 20年 + 123日 |
| ウルグアイ       | マティアス・ベニテス         | 35年 + 115日 | サンティアゴ・アルバレス   | 21年 + 258日 |
| ウェールズ       | ダン・リディエイト           | 34年 + 264日 | ダフィド・ジェンキンス     | 20年 + 277日 |